# 21498 Keenanferar
21498 Keenanferar è un asteroide della fascia principale. Scoperto nel 1998, presenta un'orbita caratterizzata da un semiasse maggiore pari a 2,2692572 UA e da un'eccentricità di 0,1095170, inclinata di 22,94384° rispetto all'eclittica.